# Fusinus salisburyi
Fusinus salisburyi is een slakkensoort uit de familie van de Fasciolariidae. De wetenschappelijke naam van de soort is voor het eerst geldig gepubliceerd in 1930 door Fulton.